# لاکتیت
لاکتایت (انگلیسی: Loctite) شرکت صنایع شیمیایی آمریکایی است، که در سال ۱۹۵۶ تأسیس شد و هم‌اکنون زیرمجموعه‌ای از شرکت هنکل آلمان می‌باشد.
محصول اصلی این شرکت چسب لاکتایت است.و از جمله محصولات این شرکت، میتوان از اسپری های انژکتور شور نام برد.